# 夏目公一朗
夏目 公一朗（なつめ こういちろう、1951年〈昭和26年〉1月16日 - ）は、日本の実業家、アニメプロデューサー。一般社団法人アニメジャパン副理事長、株式会社アニプレックススーパーバイザー、株式会社KADOKAWA映像事業局戦略アドバイザー。
アニプレックス取締役会長、同代表取締役社長などを歴任。

## 来歴
1951年（昭和26年）1月16日生まれ。武蔵野美術大学中退。大学では工芸・工業デザインを専攻し、当時、大学の主な就職先が自動車メーカーや家電メーカーだったことから、夏目もはじめは自動車や時計、家具といったメーカーに就職することを考えていた。そんな折、ファッションデザインに興味を抱き、当時山本寛斎がファッションデザイナーとしてロンドンやパリで活躍していたことから山本に弟子入りし、材料の仕入れや百貨店に納品する仕事などを担当した。その後、キデイランドの宣伝部に勤めていた大学時代の先輩からの誘いで、キデイランドに入社し、そこで2年ほど勤務しているうちに、デザイナーとしての才能に限界を感じ、ファッションデザイナーに見切りをつけ、ビジネスの基礎を身につけるためにキデイランド原宿の1階ショップを担当するようになった。そこで夏目は、売り場にも立ちつつ、仕入れや販売、売り上げの管理などを担当し、部門の責任者も務めた。また、当時『Made in U.S.A. Catalog』や『POPEYE』といった雑誌が創刊されたこともあって、夏目はアメリカの影響を受けてアメリカ関連の商品を仕入れるようになり、そこでミッキーマウスやDCコミックスのグッズを知り、キャラクターがビジネスになると認識するようになった。その後、ソニー・ミュージックエンタテインメント（以下、ソニー・ミュージック）グループ内にキャラクタービジネス部門が発足し、その中の企画、営業、マーケティングの中途採用があったため、当時の同僚と一緒に受けることとなり、採用された。そこで3年間営業を担当したのち、マーケティング部門や企画制作部門で勤務し、キャラクターグッズの企画・製造・販売に携わった。
その後、グループ内の企業での勤務やソニー本社の商業施設プロジェクトなどを経て、ソニー・ミュージックの経営企画部門に異動。当時アニメ部門が『るろうに剣心』以来ヒット作がなく低迷していたことから、夏目は部門を蘇生させるための突破口をまとめたレポートを会社に提出したところ、後のアニプレックスとなるアニメ部門を担当することとなった。夏目は会社側に3年間チャレンジさせて欲しいと直訴し、部門立て直しのため取り組んだ。週刊少年ジャンプなどに営業に赴き、当時は業界でもマイナーな会社であったこともあって苦心したものの、『NARUTO -ナルト- 疾風伝』や『BLEACH』といった作品に携わるようになり、異動から2年目で『鋼の錬金術師』がヒットし、同作が会社の浮上に貢献したと述懐している。それ以来、企画、製作、エグゼクティブ・プロデューサーとして様々な作品を手がけ、『空の境界』、『〈物語〉シリーズ』、『黒執事』、『俺の妹がこんなに可愛いわけがない』、『魔法少女まどか☆マギカ』、『ソードアート・オンライン』、『マギ The kingdom of magic』、『ガリレイドンナ』、『銀の匙 Silver Spoon』、『聖☆おにいさん』、『サムライフラメンコ』、『キルラキル』、『ニセコイ』、『心が叫びたがってるんだ。』などの企画や製作に携わった（詳細は後述）。また、アニプレックスの設立にも携わり、アニプレックスの前身であるSME・ビジュアルワークスの執行役員やアニプレックス取締役を務め、2006年（平成18年）10月1日にはアニプレックス代表取締役社長、A-1 Pictures取締役に就任。その後もソニー・ミュージックコーポレート・エグゼクティブ、同ビジュアルビジネスグループ代表、同コーポレイト・エグゼクティブCOOを歴任した。
社長就任後、植田益朗からアニプレックスによるオリジナルアニメの製作を提案され、夏目も自社コンテンツの企画能力を培う必要性の観点から社長として製作を決断し、『魔法少女まどか☆マギカ』や『あの日見た花の名前を僕達はまだ知らない。』などのプロジェクトを遂行した。
2014年（平成26年）2月16日、アニプレックス執行役員社長を退任。退任後、ソニー・ミュージックエンタテイメント執行役員のコーポレイト・エグゼクティブCOOに就任し、ビジュアルビジネスグループを担当。ソニー・ミュージックエンタテイメント全体の映像事業を統括した。社長退任以降、アニプレックスでは夏目と植田益朗の代表取締役二人体制が続いたが、2015年（平成27年）6月24日に夏目が取締役会長に就任。同日付でソニー・ミュージックエンタテインメント執行役員コーポレイト・エグゼクティブCOO、A-1 Picture取締役、番町製作所取締役を退任。
2016年（平成28年）1月16日、アニプレックス取締役会長を退任。同年7月1日、KADOKAWA戦略アドバイザーに就任。会長退任後も『まけるな!!あくのぐんだん!』、『邪神ちゃんドロップキック』、『理系が恋に落ちたので証明してみた。』、『恋と呼ぶには気持ち悪い』、『阿波連さんははかれない』、『僕らの雨いろプロトコル』の製作総指揮を担当（詳細は後述）。
2019年（令和元年）12月13日、株式会社イグニス社外取締役に就任。
2021年（令和3年）3月30日、株式会社KeyHolder取締役に就任（2022年3月29日退任）。

## 年譜・役職歴

### 年譜
- 2002年 - SME・ビジュアルワークス執行役員[9]
- 2006年
  - 6月21日 - アニプレックス取締役[10]
  - 10月1日 - アニプレックス代表取締役社長[11]
  - 10月1日 - A-1 Pictures取締役[11]
- 2008年
  - 6月26日 - ソニー・ミュージックコーポレート・エグゼクティブ[12]
  - 6月26日 - 同ビジュアルビジネスグループ代表[12]
- 2014年
  - 2月16日 - アニプレックス執行役員社長退任（代表取締役は継続）[15]
  - 2月16日 - ソニー・ミュージックエンタテイメント執行役員コーポレイト・エグゼクティブCOO[16]
- 2015年
  - 6月 - アニメジャパン副理事長[1]
  - 6月24日 - アニプレックス取締役会長[17]
- 2016年
  - 1月 - ソニー・ミュージックエンタテインメントスーパーバイザー[1]
  - 7月1日 - KADOKAWA戦略アドバイザー[13][19]
- 2019年12月13日 - イグニス社外取締役[20][21]
- 2021年3月30日 - KeyHolder取締役[22]

### 役職歴
- 日本映像ソフト協会理事[9]
- 日本動画協会運営委員[9]
- マンガ・アニメ海賊版対策協議会委員[9]
- クロコダイル顧問[24]

## 携わった作品

### フィルモグラフィー
- 『NARUTO -ナルト- 疾風伝』シリーズ
  - 劇場版 NARUTO -ナルト- 疾風伝（製作、2007年）[7]
  - 劇場版 NARUTO -ナルト- 疾風伝 絆（製作、2008年）[7]
  - 劇場版 NARUTO -ナルト- 疾風伝 火の意志を継ぐ者（製作、2009年）[7]
- 『空の境界』シリーズ
  - 第一章 俯瞰風景（企画、2007年）[7]
  - 第二章 殺人考察（前）（企画、2007年）[7]
  - 第三章 痛覚残留（企画、2008年）[7]
  - 第四章 伽藍の洞（企画、2008年）[7]
  - 第五章 矛盾螺旋（企画、2008年）[7]
  - 第六章 忘却録音（企画、2008年）[7]
  - 第七章 殺人考察（後）（企画、2009年）[7]
  - 終章／空の境界（企画、2010年）[7]
- 『黒執事』シリーズ
  - 黒執事Ⅰ（企画、2008年）[7]
  - 黒執事Ⅱ（企画、2010年）[7]
- かんなぎ（企画、2008年）[7]
- 地獄少女 三鼎（企画、2008年）[7]
- 鉄腕バーディー DECODE（製作、2008年）[7]
- 『セキレイ』シリーズ
  - セキレイ（企画、2008年）[7]
  - セキレイ ～Pure Engagement〜（企画、2010年）[7]
- 劇場版BLEACH Fade to Black 君の名を呼ぶ（製作、2008年）[7]
- デュラララ!!（企画、2009年）[7]
- 〈物語〉シリーズ
  - 化物語（企画、2009年）[7]
  - 偽物語（企画、2012年）[7]
  - 〈物語〉シリーズ セカンドシーズン（企画、2013年）[7]
  - 〈物語〉シリーズ セカンドシーズン 花物語「するがデビル」（企画、2014年）[7]
  - 憑物語（企画、2014年）[7]
  - 終物語（企画、2015年）[7]
  - 暦物語（企画、2016年）[7]
  - 傷物語〈I鉄血篇〉（企画、2016年）[7]
- グイン・サーガ（企画、2009年）[7]
- 戦場のヴァルキュリア（企画、2009年）[7]
- 『鉄腕バーディー DECODE』シリーズ
  - 鉄腕バーディー DECODE（製作、2008年）[7]
  - 鉄腕バーディー DECODE:02（製作、2009年）[7]
- 魔法少女リリカルなのはシリーズ
  - 魔法少女リリカルなのは The MOVIE 1st （エグゼクティブ・プロデューサー、2010年）[7]
  - 魔法少女リリカルなのは The MOVIE 2nd A's （エグゼクティブ・プロデューサー、2012年）[7]
- 実写版『時をかける少女』（エグゼクティブ・プロデューサー、2010年）[7]
- おおきく振りかぶって〜夏の大会編〜（企画、2010年）[7]
- Angel Beats!（企画、2010年）[7]
- 『WORKING!!』シリーズ
  - WORKING!!（企画、2010年）[7]
  - WORKING”!!（企画、2011年）[7]
  - WORKING!!!（企画、2015年）[7]
- 閃光のナイトレイド（企画、2010年）[7]
- 世紀末オカルト学院（企画、2010年）[7]
- 『みつどもえ』シリーズ
  - みつどもえ（企画、2010年）[7]
  - みつどもえ 増量中!（企画、2011年）[7]
- 屍鬼（製作、2010年）[7]
- 私の優しくない先輩（エグゼクティブ・プロデューサー、2010年）[25]
- カラフル（製作、2010年）[7]
- 俺の妹がこんなに可愛いわけがない（企画、2010年）[7]
- おとめ妖怪 ざくろ（企画、2010年）[7]
- 魔法少女まどか⭐︎マギカ（企画、2011年）[7]
  - 劇場版 魔法少女まどか☆マギカ 前編 始まりの物語（企画、2012年）[26]
  - 劇場版 魔法少女まどか☆マギカ 後編 永遠の物語（企画、2012年）[27]
  - 劇場版 魔法少女まどか☆マギカ 新編 叛逆の物語（企画、2013年）[28]
- Aチャンネル（企画、2011年）[7]
- あの日見た花の名前を僕達はまだ知らない。（製作、2011年）[7]
  - 劇場版 あの日見た花の名前を僕達はまだ知らない。（製作、2013年）[7]
- OVA：戦場のヴァルキュリア3 誰がための銃瘡（企画、2011年）
- 鋼の錬金術師 嘆きの丘の聖なる星（製作、2011年）[7]
- 蛍火の杜へ（企画、2011年）[7]
- ソードアート・オンライン（企画、2012年）[7]
- DOG DAYS'（エグゼクティブ・プロデューサー、2012年）[7]
- ひだまりスケッチ✕ハニカム（企画、2012年）[7]
- ROAD TO NINJA -NARUTO THE MOVIE-（製作、2012年）[7]
- 絶園のテンペスト（企画、2012年）[7]
- ねらわれた学園（製作、2012年）[7]
- 青の祓魔師 ―劇場版―（製作、2012年）[7]
- マギ The labyrinth of magic（企画、2013年）[7]
- 俺の彼女と幼なじみが修羅場すぎる（企画、2013年）[7]
- スタードライバー THE MOVIE（企画、2013年）[29]
- 『銀の匙 Silver Spoon』シリーズ
  - 1期（製作、2013年）[7]
  - 2期（製作、2014年）[7]
- 聖☆おにいさん（企画、2013年）[7]
- 幻影ヲ駆ケル太陽（企画、2013年）[7]
- 恋愛ラボ（企画、2013年）[7]
- サーバント×サービス（企画、2013年）[7]
- 劇場版 銀魂 完結篇 万事屋よ永遠なれ（製作、2013年）[7]
- キルラキル（企画、2013年）[7]
- ガリレイドンナ（製作、2013年）[7]
- サムライフラメンコ（企画、2013年）[7]
- 『PERSONA3 THE MOVIE』シリーズ
  - #1 Spring of Birth（企画、2013年）[7]
  - #2 Midsummer Knight's Dream （企画、2014年）[7]
  - #3 Falling Down（企画、2015年）[7]
- 世界征服〜謀略のズヴィズダー〜（企画、2014年）[7]
- 『ニセコイ』シリーズ
  - ニセコイ（企画、2014年）[7]
  - OVA14巻「フンシツ」、「ミコサン」（企画、2014年）[7]
  - OVA16巻「オシゴト」「ヘンボウ」（企画、2015年）[7]
  - OVA17巻「セントウ」「サービス」（企画、2015年）[7]
  - ニセコイ:（企画、2015年）[7]
  - OVA21巻「シンコン」「マジカルパティシエ小咲ちゃん！！」（企画、2016年）[7]
- 世界征服〜謀略のズヴィズダー〜（企画、2014年）[7]
- THE IDOLM@STER MOVIE 　輝きの向こう側へ！（企画、2014年）[7]
- 夏目友人帳 いつかゆきのひに（企画、2014年）[7]
- 龍ヶ嬢七々々の埋蔵金（製作、2014年）[7]
- 蟲師 続章（製作、2014年）[7]
- 心が叫びたがってるんだ。（製作代表、2015年）[7]
- まけるな!!あくのぐんだん!（製作総指揮、2017年）[7]
- 『邪神ちゃんドロップキック』シリーズ
  - 邪神ちゃんドロップキック（製作総指揮、2018年）[7][30]
  - 邪神ちゃんドロップキック'（製作総指揮、2020年）[7][31]
  - 邪神ちゃんドロップキック' 千歳編（製作総指揮、2020年）[7]
  - 邪神ちゃんドロップキックX （製作総指揮、2022年）[7][32]
  - 邪神ちゃんドロップキック【世紀末編】（製作総指揮、2023年）[7]
- 『理系が恋に落ちたので証明してみた。』シリーズ
  - 理系が恋に落ちたので証明してみた。（製作総指揮、2020年）[7][33]
  - 理系が恋に落ちたので証明してみた。r=1-sinθ（製作総指揮、2022年）[7][34]
- 恋と呼ぶには気持ち悪い（製作総指揮、2021年）[7][35]
- 阿波連さんははかれない（製作総指揮、2022年）[7][36]
- 僕らの雨いろプロトコル（製作総指揮、2023年）[7]

### 邪神ちゃんドロップキック
作品の第一印象は、「作者のユキヲが描くキャラの可愛さが心に刺さった」とし、ストーリーに重厚なテーマはないものの、シュール且つポップで、ハラハラしたり、心温まるエピソードがあるなど、様々な方向性で楽しませてくれる作品だと評している。また、『邪神ちゃんドロップキック』（以下、邪神ちゃん）は、夏目がアニプレックスを離れ、フリーランスとなってから初めて出会った作品であったことから思い入れが深く、「深く愛され、長く続く作品にしたい」と述べており、当初は多くの人に受け入れられるか懸念していたものの、夏目自身が『邪神ちゃん』を気に入ってしまったため、製作総指揮として『邪神ちゃん』のテレビアニメ化を推進したと述懐している。その中で、作品のスタンスを「視聴者が傷つくネタでなければOK」とし、製作陣がやりたいと思うことにはブレーキをかけず、パロディネタなど、内容をギリギリの線まで攻めたという。こうした「可能な限り表現の自由を維持していく」という姿勢が「エッジの効いたネタに繋がっている」と語っている。
製作陣については、監督の佐藤光をはじめとしたスタッフの熱意やこだわりが強く、「狂気」と言っていいほどの愛情だと評している。とりわけ宣伝プロデューサーの栁瀬一樹は、『邪神ちゃん』に対する強い情熱があるが故に勇み足があるとし、第1期の収支が黒字化する目処が立っていない状況で、「1期のブルーレイとDVDが2000枚売れたら第2期を制作する」と勝手に宣言することがあったという。この時の自身の心境について夏目は、黒字の目処が立っていないうえに2000枚ではゴーサインを出せる数字でなかったこともあり、「後に退けない」と滲む脂汗を感じたという。また、『邪神ちゃん』の製作委員会のメンバーは、アニメ業界の大きな企業が一切入っておらず、アニメ製作に不慣れな人が集まっていたことから夏目が製作総指揮という立場で教授する体制をとった。夏目は、アニメに携わりはじめた頃から製作や宣伝のトップを担い、十分に現場経験を経ず、『邪神ちゃん』の製作総指揮を担当するまでの間、アニメ製作の楽しさを味わいきれなかった経緯から『邪神ちゃん』の製作を通して「こんなに楽しかった作品は『邪神ちゃん』くらい」と述べている。

### 著書
1. 1 2  著書, p. 55, 「情熱ないところに人の心を打つ仕事は成立しない」 : 夏目公一朗
2. 1 2 3 4 5 6 7 8 9 10 11 12 13 14 15  著書, pp. 56–60, 多くの出会いの中から学んだことが大きい